# Maîtres de barques

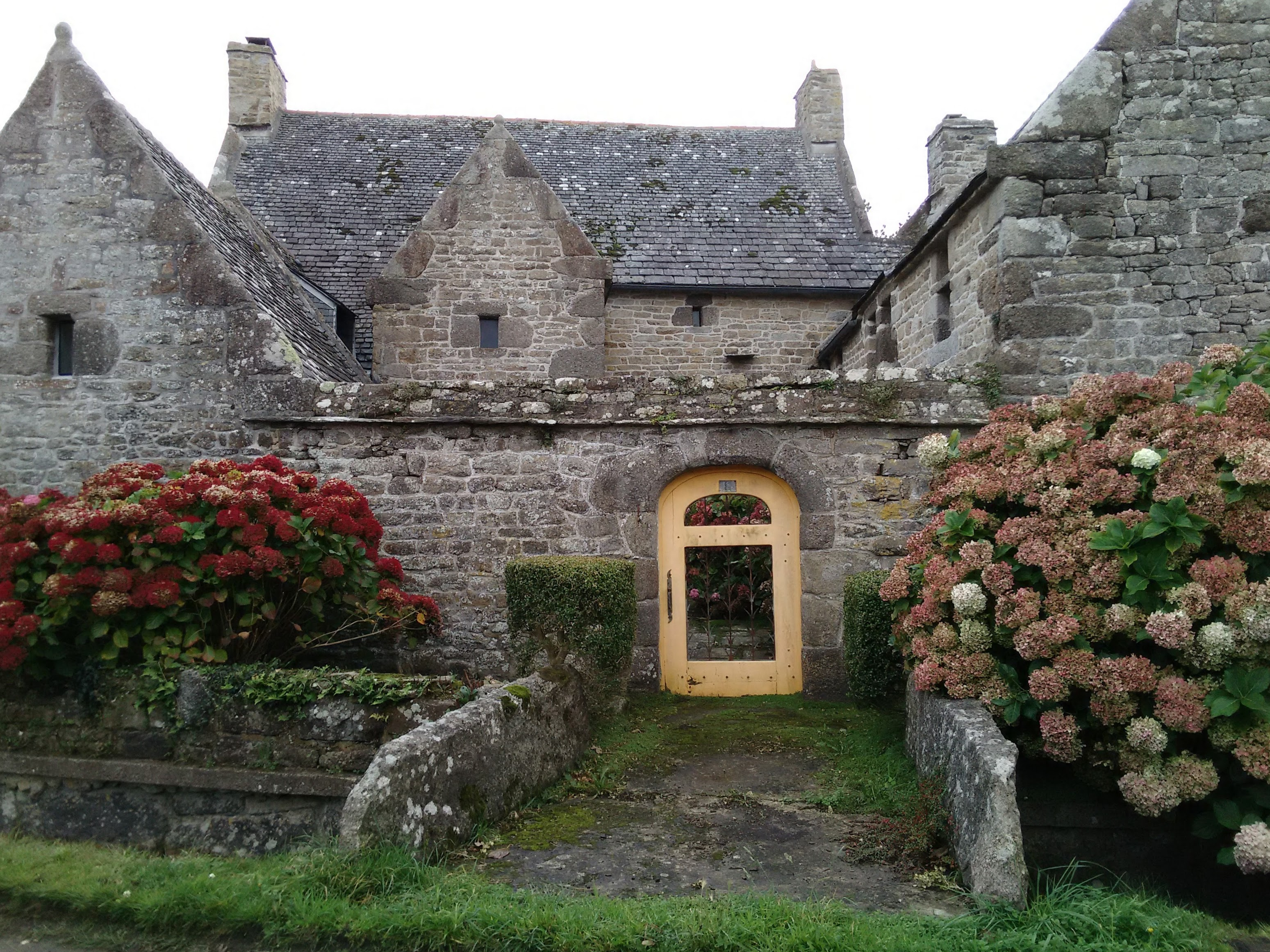
Maison de maître de barque au 9 rue du Spernoc à Porspoder

Les maîtres de barques étaient de riches armateurs qui exerçaient aux XVIIe et XVIIIe siècles sur la côte nord du pays de Léon (Finistère Nord, Bretagne), dans la mer d'Iroise et dans la baie de Douarnenez, à Audierne et au cap Sizun, comme par exemple Barthélemy Kerroz.

## Terminologie
Jusqu'au milieu du XVIIIe, les navires marchands de l'ouest de la Bretagne étaient appelées « barques », à l'exception des plus gros qui étaient appelés « navires », et leurs capitaines étaient appelés « maître de barque ». À partir de la fin de l’Ancien Régime, le terme de « maître de barque » est progressivement remplacé par celui de « capitaine de navire », ou de « capitaine au commerce », surtout pour les plus gros bâtiments.
Les barques étaient le plus souvent des bâtiments de 8 à 40 tonneaux à 1 mât gréés en sloop, mais certains ont 2 mâts.

## Activité maritime
Les ports étaient à Argenton (aujourd'hui dans la commune de Landunvez), Melon (commune de Porspoder) et l'Aber Ildut (aujourd'hui commune de Lanildut). Les marins assuraient le commerce de cabotage sur les côtes de l'Atlantique, de la Manche et de la mer du Nord, depuis l'Espagne et le Portugal, jusqu'en Angleterre ou en Écosse. Ils transportaient entre autres les vins de Bordeaux, le sel des Charentes ou les toiles du Haut-Léon.
Dès le Moyen Âge, le port de Porspoder montrait une activité maritime intense, davantage que dans d'autres ports de cette région du Léon qui était beaucoup plus tournée vers l'agriculture. De 1737 à 1789, Porspoder fournit 150 maîtres de barques, soit les deux tiers des capitaines de l'amirauté. De l'ordre de 30 % des pères étaient absents en mer lors des baptêmes dans la paroisse de Porspoder, ce qui est plus important que dans les paroisses environnantes.
Les plus riches des maîtres de barque possèdent un bateau, voire plusieurs, et ils ont parfois des parts dans d'autres bateaux. La plupart sont instruits, savent lire et écrire, ce qui n'est pas fréquent à l'époque, et parlent le français en plus du breton.
Des liens étroits unissaient marins et capitaines, qui étaient originaires des mêmes villages et avaient souvent des liens familiaux. Et les mariages sont arrangés entre ces mêmes familles.

## Maisons des maîtres de barques
Les maîtres de barques, enrichis par leur commerce florissant, faisaient partie des notables, au même titre que les riches agriculteurs. Ils ont construit des maisons remarquables, les maisons des maîtres de barques, ou maisons de capitaines marchands, dont certaines subsistent encore.

### Localisation
Les maisons des maîtres de barques sont situées sur la côte du pays de Léon, principalement à Porspoder, Lanildut et Landunvez, mais aussi dans la baie de Douarnenez, notamment dans les six paroisses du Cap Sizun[réf. nécessaire]. Ce sont des ouvrages d'architecture remarquable datant des XVIIe et XVIIIe siècles.

### Architecture
Ces maisons sont bâties en granit ajusté (extrait des carrières environnantes) et couvertes d'ardoises. Elles comportent souvent des cheminées avec des couronnements en demi-lunes, dites cheminées à l’anglaise,. Elles sont souvent entourées de murs, pourvues d'une très grande cheminée, et parfois d'un escalier en saillie sur l'extérieur. Elles comportent souvent à l'étage une petite fenêtre donnant sur la mer, peut-être pour que le maître de barque puisse surveiller l'état de la mer.

À Porspoder, rue du Spernoc
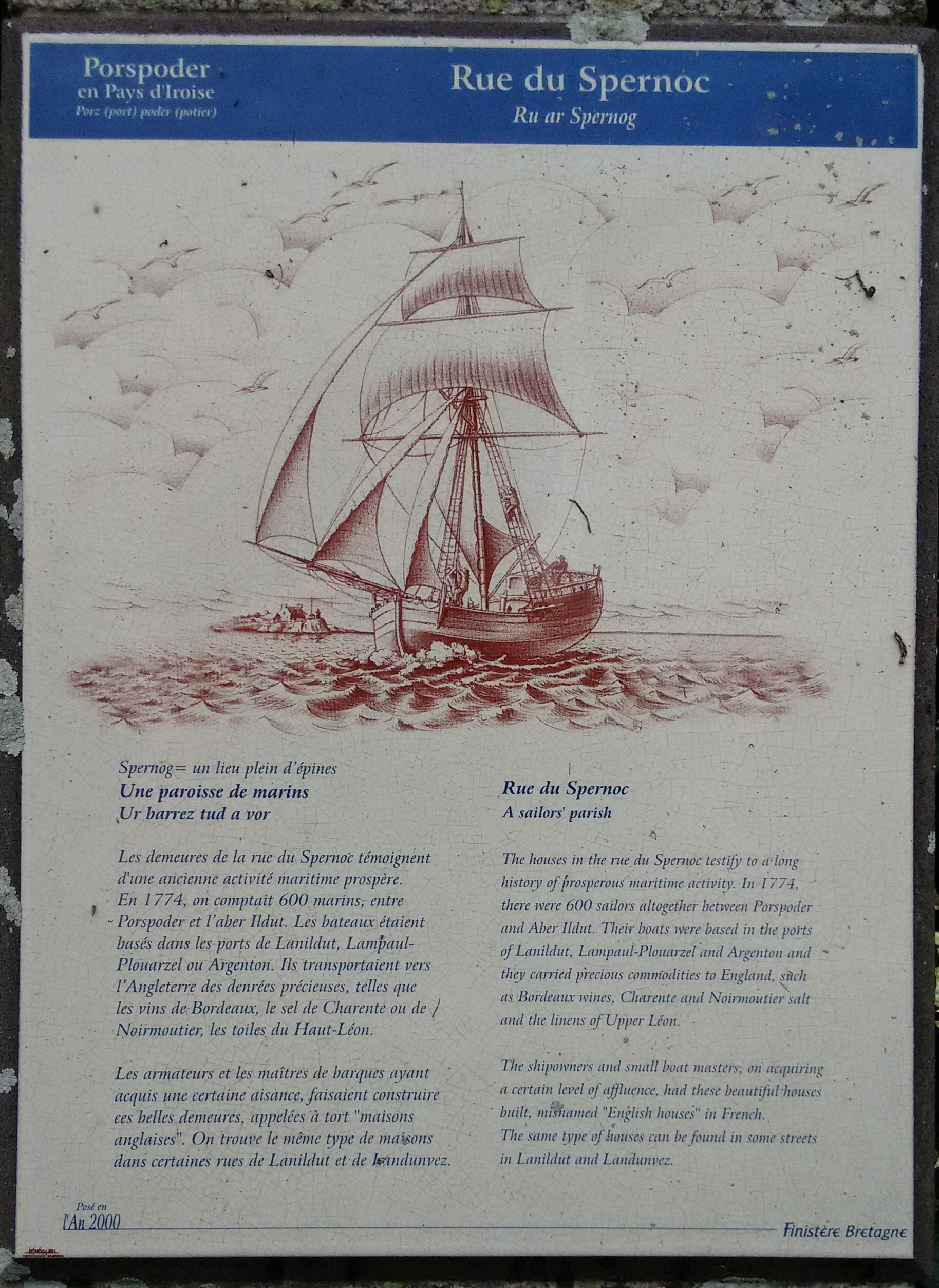
Panneau d'informations touristiques situé rue du Spernoc à Porspoder
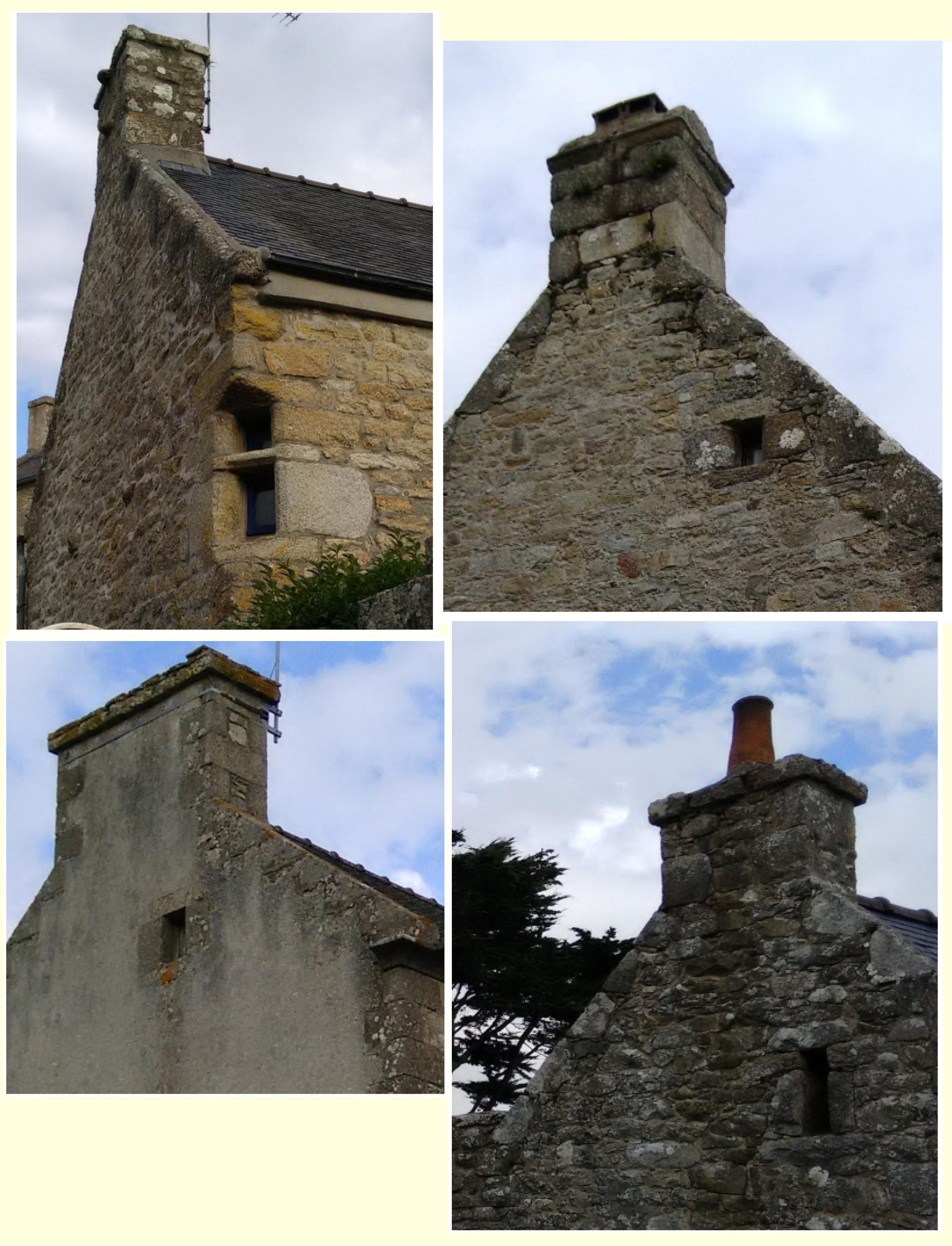
Lucarnes
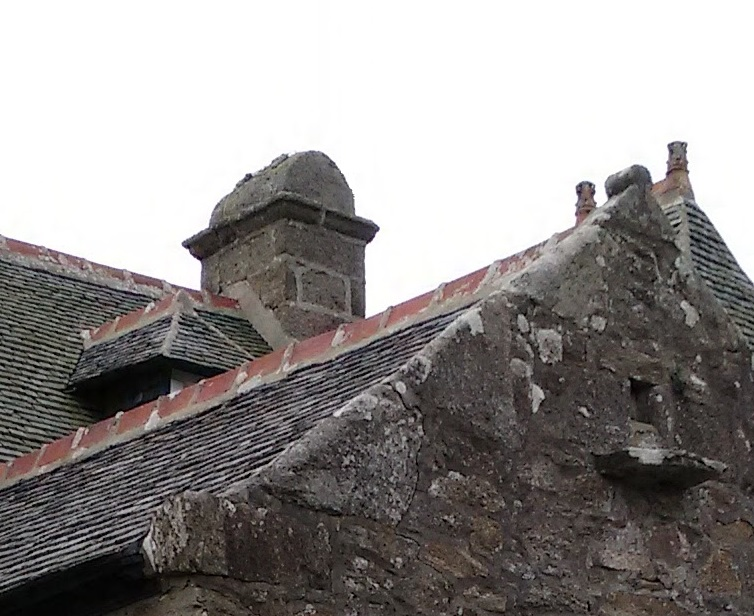
Cheminée dite « à l'anglaise »
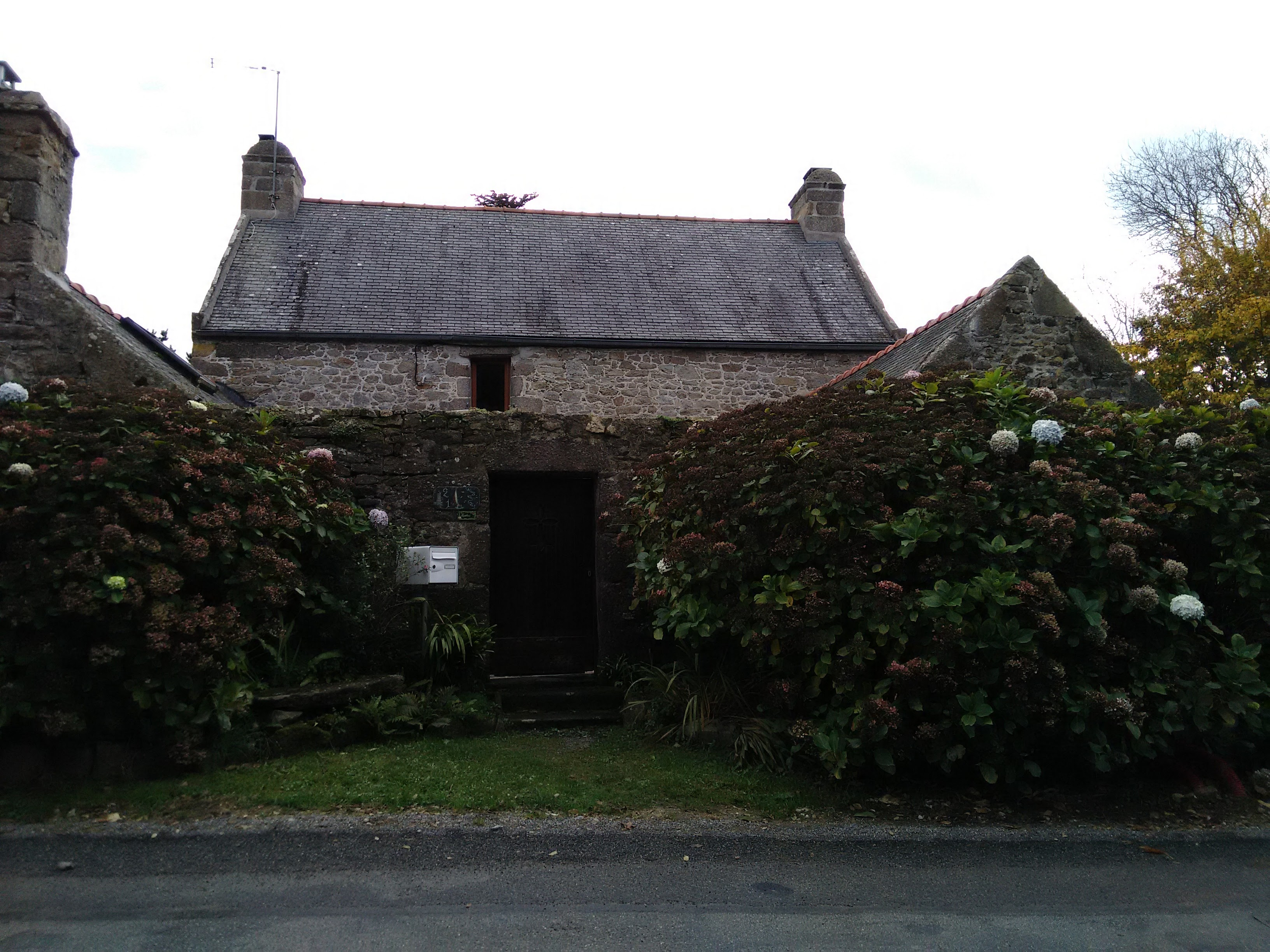
21 rue du Spernoc
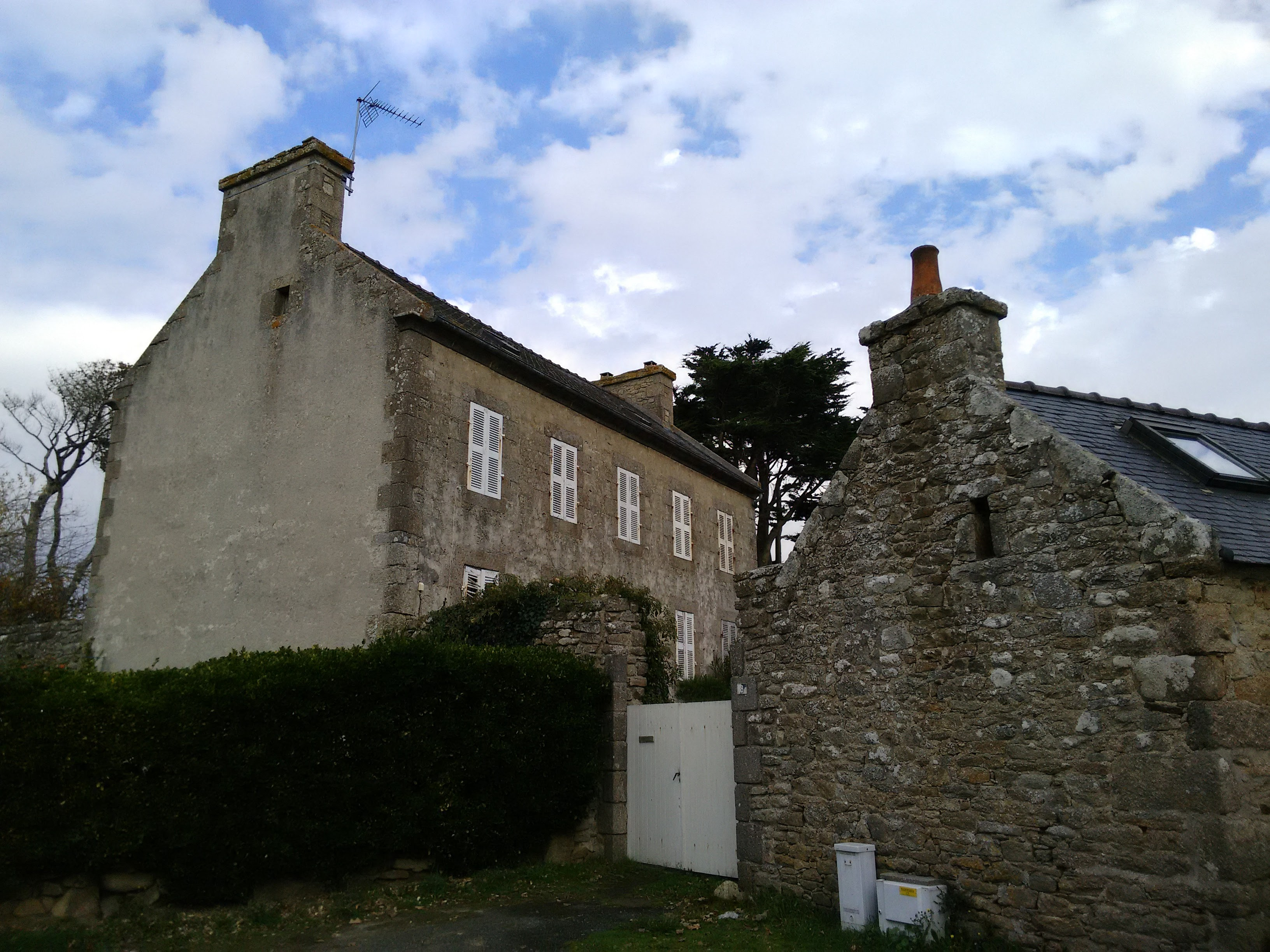
8 rue du Spernoc

À Lanildut, Rumorvan
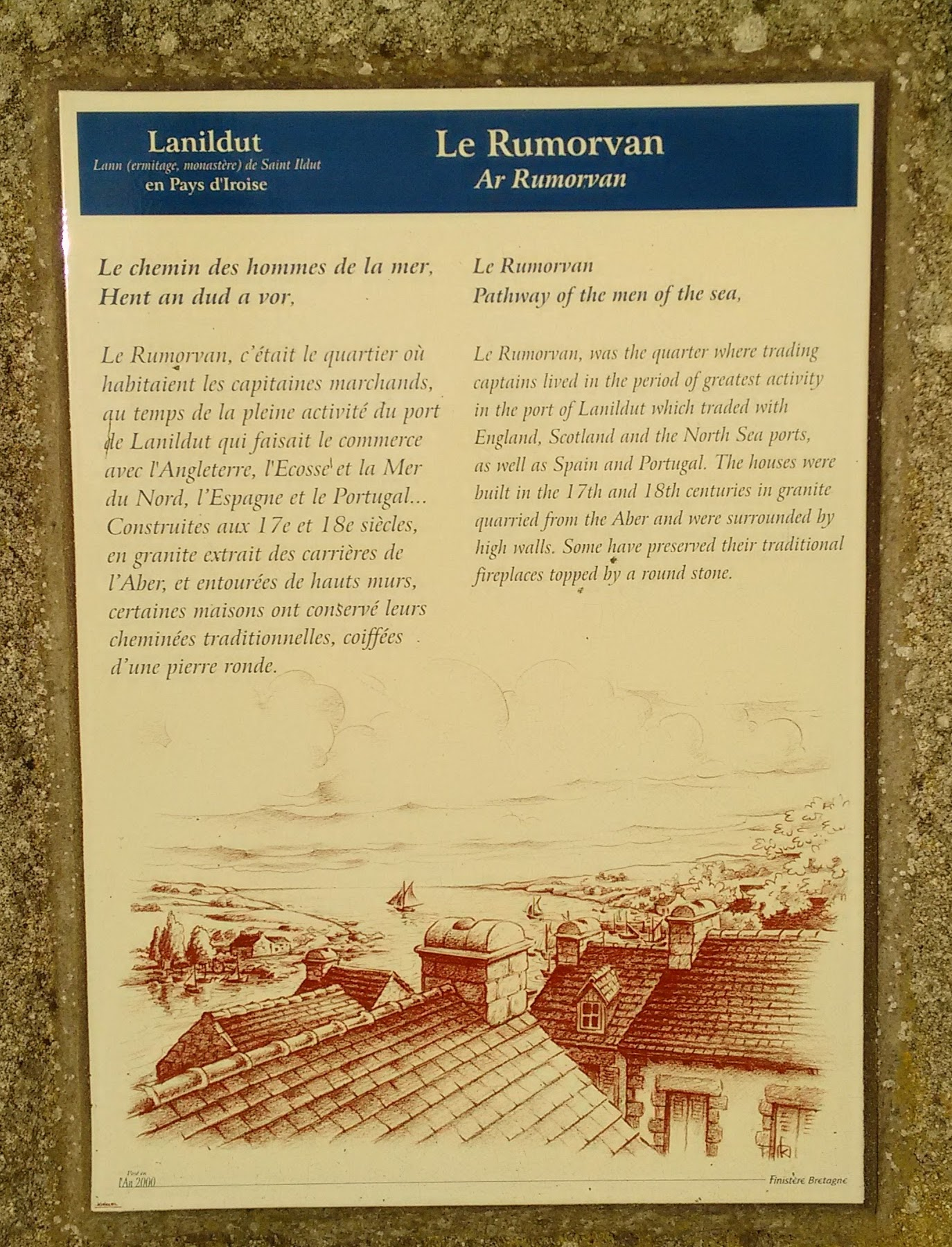
Panneau situé à l'entrée de Rumorvan à Lanildut
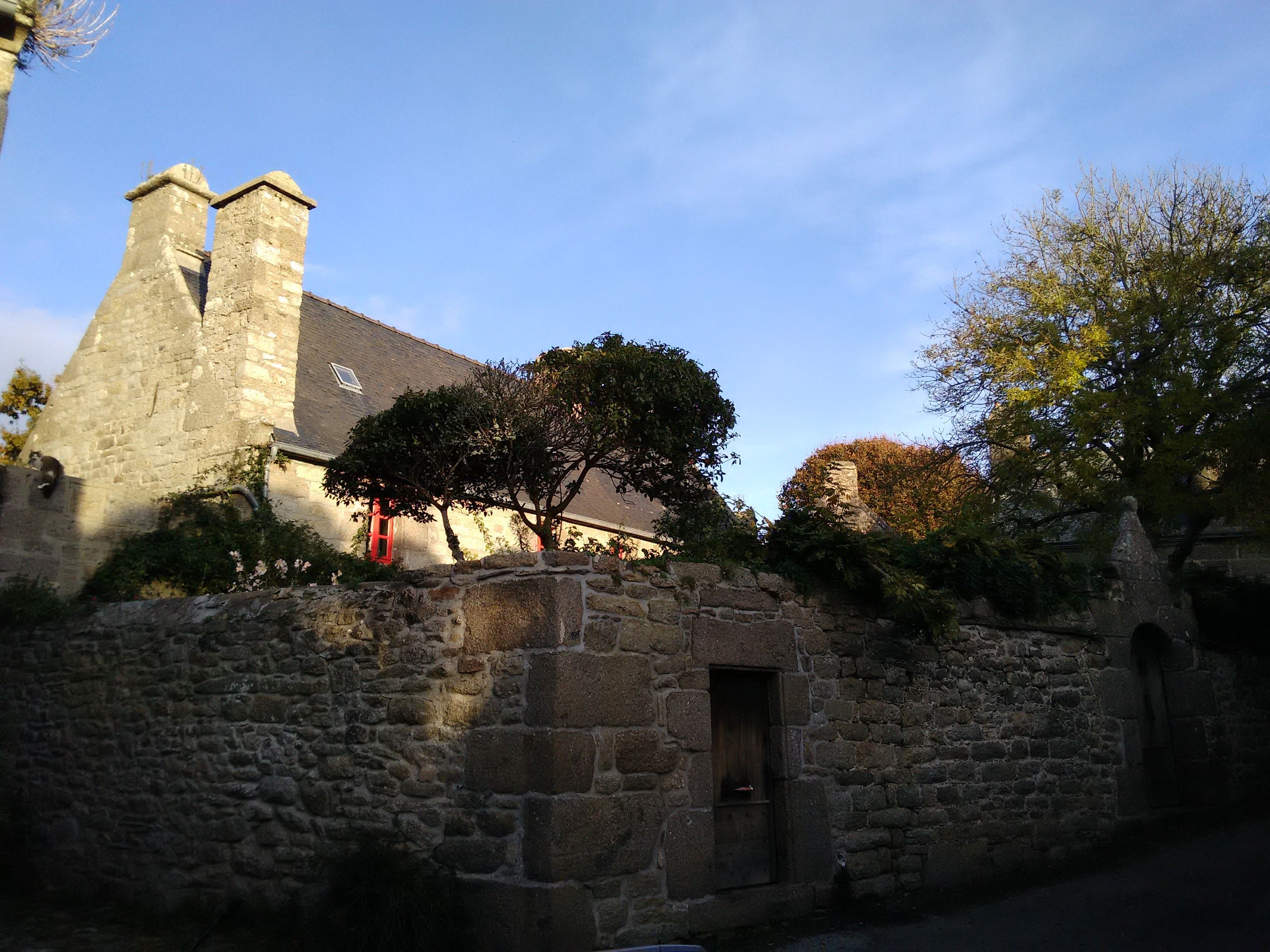
13 Rumorvan
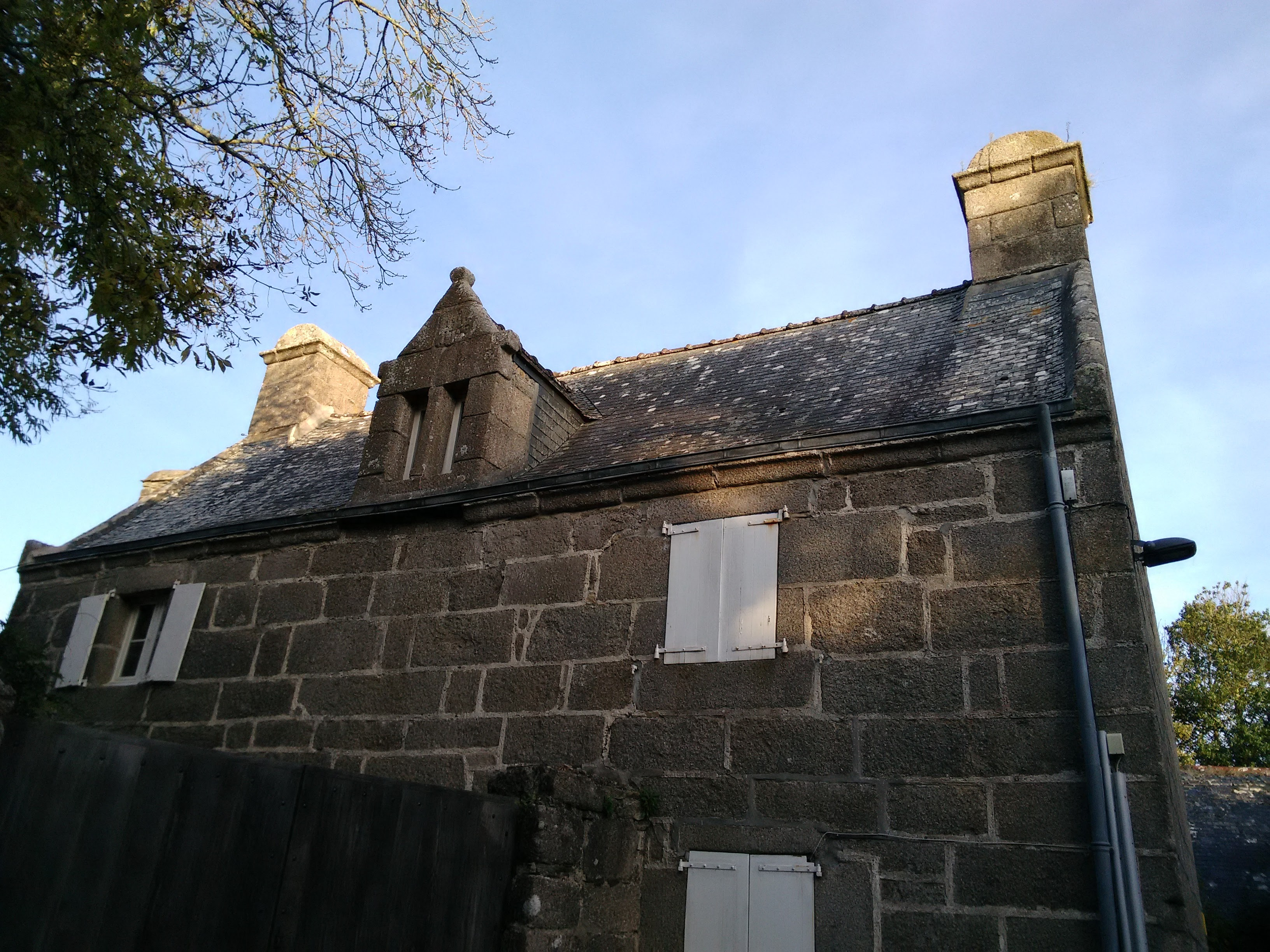
11 Rumorvan
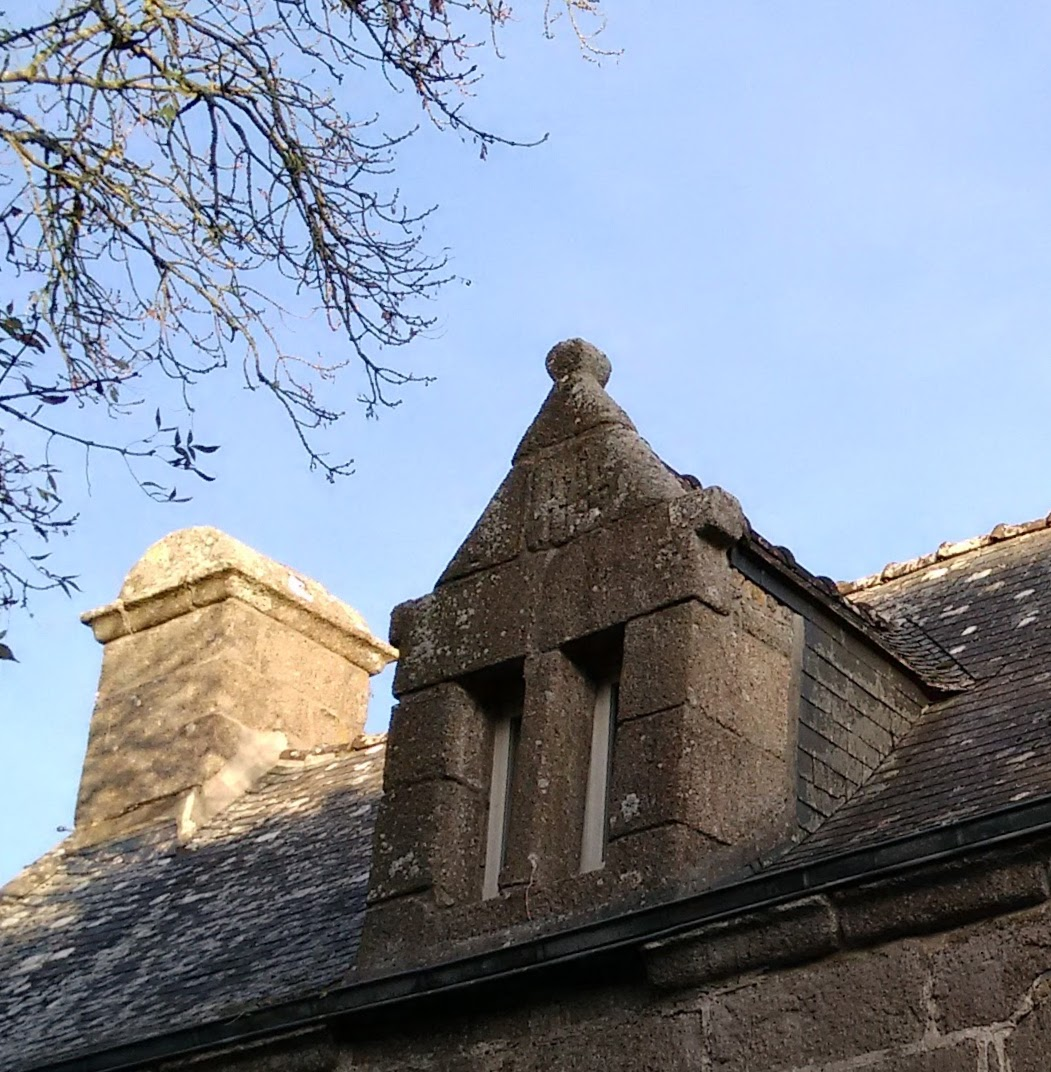
11 Rumorvan - détail

À Argenton (Landunvez)
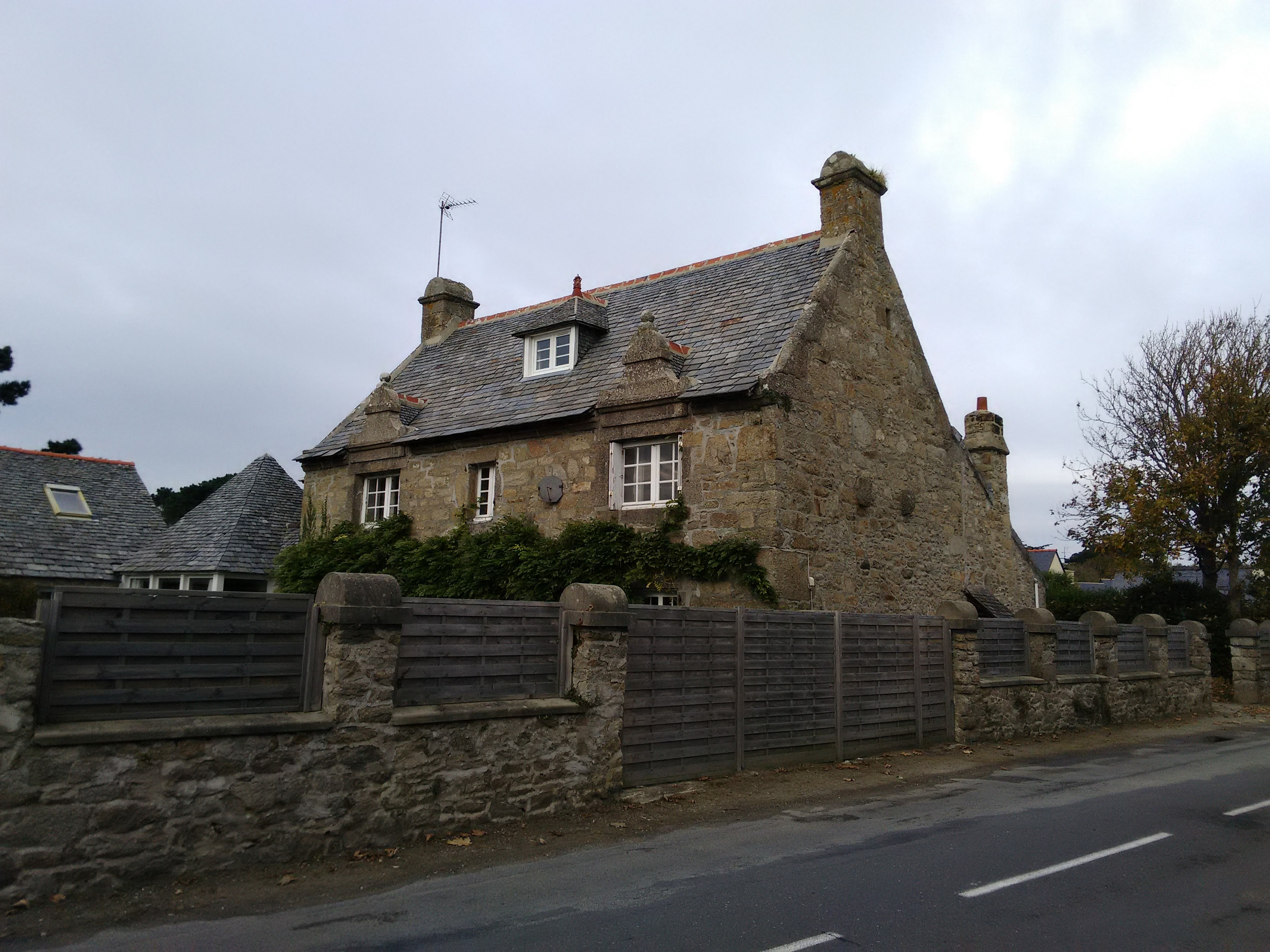
18 rue Fonferrier (de face)
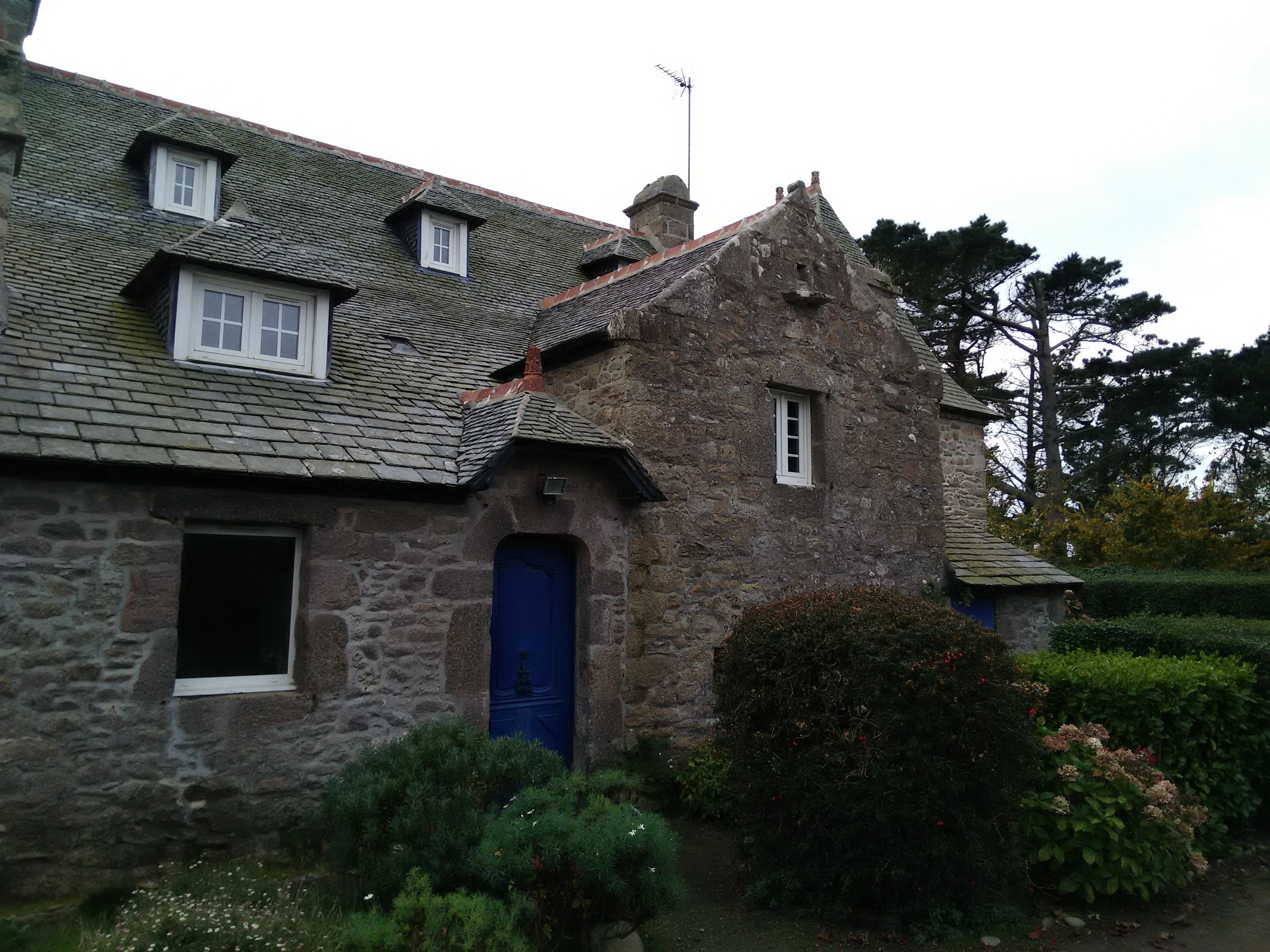
18 rue Fonferrier (de derrière)